# Rimnersvallen
Rimnersvallen är en idrottsarena belägen i östra Uddevalla.
Arenan är idag totalrenoverad och nyinvigdes hösten 2023. Den tidigare arenan, med samma namn på samma plats, revs under 2021-22 och byggprojektet pågick under knappa två år. Rimnersvallen är idag en modern arena, håller SM-standard för Friidrott och Superettan-standard för Fotboll. Den är också anpassad för Parasport och har bra tillgänglighet för publik.

## Bakgrund
Den 20 april 1920 börjar Rimnersvallens historia med att en kommitté tillsattes för planlägga projektet. Byggandet av Rimnersvallen startade 1921, i mitten av november 1922 påbörjades byggandet av läktaren och året därpå, den 5 maj 1923 blev det högtidlig invigning av idrottsplatsen.
Idrottsplatsen byggdes om inför fotbolls-VM 1958 och är en arena för både friidrott och fotboll. Rimnersvallens fotbollsplan mäter 105 x 65 meter. Här har bland annat IK Oddevold och IK Röss haft sin hemmaplan. 
Under 2021-22 revs Rimnervallen för att ge plats för en nybyggd arena på samma plats. Nyinvigning av nya Rimnersvallen väntas 16 september 2023.
Den 24 juli 2004 spelades på Rimnersvallen en av de flera jubileumslandskamper då Svenska Fotbollförbundet firade 100-årsjubileum. Matchen där, som var en damlandskamp mellan Sverige och Norge, slutade med norsk vinst (4-0).
Publikkapaciteten vid Rimnersvallen uppgår idag till 4 050 åskådare. Det sentida rekordet lyder på 10 605 vid fotbollsmatchen mellan IK Oddevold och IFK Göteborg, 1996 (matchen slutade 0-2). Annars lyder stadionrekordet på 17 778 och sattes vid fotbollsmatchen mellan Brasilien och Österrike vid fotbolls-VM 1958 (matchen slutade 3-0).

## Namnets ursprung
Namnet "Rimnersvallen" blev till efter ett förslag från författaren och redaktören Theodor Stalheim till dåvarande kaptenen vid Bohusläns regemente, Harald Nyman. Stalheim sade: "Tag namnet på den store riddaren Hrimner". Det var just vad kaptenen gjorde, och lade sedan till "vallen" efter.